# Fondation de la république en Islande
Pour un article plus général, voir Histoire de l'Islande.
La fondation de la république en Islande se produisit au début de l'année 1944 lorsque l'Althing, le parlement islandais, décida le 25 février 1944 de formellement couper les liens que le pays, alors royaume d'Islande, partageait avec la monarchie danoise, conformément aux dispositions de l'Acte d'union de 1918, qui avait donné son indépendance à l'Islande tout en maintenant les deux pays dans une union personnelle dans laquelle le roi de Danemark était également le roi d'Islande.
L'Althing adopta une loi prévoyant la tenue d'un référendum national entre le 20 et le 23 mai 1944 afin de confirmer ou infirmer la décision du parlement. Après qu'une écrasante majorité de la population se prononça en faveur de la fin de l'Acte d'union (99 %) et d'une nouvelle constitution républicaine (95%), la Célébration républicaine (Lýðveldishátiðin) eut lieu le 17 juin 1944 à Þingvellir, où l'Althing rompit officiellement les liens avec la monarchie danoise, fonda la république en Islande et élit son premier président, Sveinn Björnsson.

## Contexte
L'Acte d'union de 1918, qui avait établi une union personnelle entre le Danemark et le royaume d'Islande, expira en 1943, soit 25 ans après son entrée en vigueur. Cependant, le Danemark, envahi par l'Allemagne en raison de la Seconde Guerre mondiale, est dans l'impossibilité de renégocier le traité. Les Islandais décident alors au début de l'année 1944 d'agir unilatéralement.

## Référendum national du 20 au 23 mai 1944
L'Althing déclara le 25 février 1944 que l'Acte d'union entre le Danemark et l'Islande, datant de 1918, avait expiré et que cette déclaration devait être soumise à référendum[réf. souhaitée]. Un référendum national devait aussi se tenir sur l'établissement d'une constitution pour la nouvelle république. Ces référendums se tinrent en même temps entre le 20 et le 23 mai 1944 et les résultats furent présentés au parlement le 16 juin.
Le référendum s'ouvrit le 20 mai à midi et s'acheva le 23 mai à minuit. Le journal Morgunblaðið annonça le 25 mai 1944 une participation de 98 %. Parmi les 48 100 votants, 98.6 % se prononcèrent en faveur de la rupture des liens avec la monarchie danoise et 98,3 % en faveur de la fondation d'une république.

## La célébration républicaine
La Célébration républicaine s'est tenue à Þingvellir le 17 juin 1944. À 13 h 30, le Premier ministre Björn Þórðarson a officiellement démarré les célébrations, après quoi une cérémonie religieuse a eu lieu. Le président de l'Althing, Gísli Sveinsson, proclama la république officiellement à 14 h 00. Le nouveau drapeau de la république d'Islande fut hissé et les membres du parlement se levèrent de leur siège lorsque les cloches de l'église se mirent à sonner. Tous déclarèrent unilatéralement que l'Islande serait désormais une république. Les membres du parlement votèrent ensuite pour choisir qui serait le premier président de la République et choisirent Sveinn Björnsson qui avait été le régent de l'Islande et le substitut du roi pendant les années de guerre. Sveinn devint alors le premier président de l'Islande et le seul qui n'ait pas été élu directement par le peuple islandais.